# الرسم (الصفافعة)
الرسم هي إحدى مشيخات المملكة المغربية، تتبع جغرافيا لإقليم سيدي سليمان وإداريًا لالصفافعة. يقدر عدد سكانها بـ 7765 نسمة حسب الإحصاء الرسمي للسكان والسكنى لسنة 2004.